# Günter Bentele
Günter Bentele, nemški komunikolog, * 24. marec 1948.
Trenutno predava na Univerzi v Leipzigu; predhodno (1989–1994) je predaval na Univerzi v Bambergu.